# Adolf Weinbrenner
Adolf Weinbrenner (* 15. September 1836 in Rastatt; † 19. Oktober 1921 in Karlsruhe) war ein deutscher Architekt, badischer Baubeamter und Hochschullehrer. Adolf Weinbrenner war der Großneffe von Friedrich Weinbrenner.

## Leben
Geboren wurde Adolf Weinbrenner als Sohn des Karlsruher Architekten Johann Ludwig Weinbrenner. Das Studium der Architektur am Polytechnikum Karlsruhe bei Heinrich Hübsch, Friedrich Theodor Fischer, Friedrich Eisenlohr, Jakob Hochstetter und Heinrich Lang schloss er 1860 mit dem Staatsexamen ab. Während des Studiums wurde er 1857 Mitglied und später Ehrenbursch des Corps Bavaria Karlsruhe.
Anschließend arbeitete er bis 1866 als Gehilfe, dann 1867 bis 1868 als Vorstand der Eisenbahn-Hochbauinspektion in Konstanz, unterbrochen 1866 und 1867 durch Studienreisen nach Frankreich, Belgien und Italien. Von 1869 bis 1872 war er Dienstverweser der Bezirksbauinspektion Mannheim, von 1872 bis 1880 Hofbaumeister im Fürstlich Fürstenbergischen Dienst in Donaueschingen. 1880 wurde Weinbrenner zum ordentlichen Professor an der Technischen Hochschule Karlsruhe berufen. 1884 erfolgte seine Ernennung zum Baurat, 1896 zum Oberbaurat, 1910 zum Geheimen Oberrat. Als Architekt vertrat Adolf Weinbrenner den Stil der Neorenaissance.
Zu Weinbrenners Schülern gehören die Karlsruher Architekten Hermann Billing und Friedrich Ratzel.

## Werk

### Bauten und Entwürfe

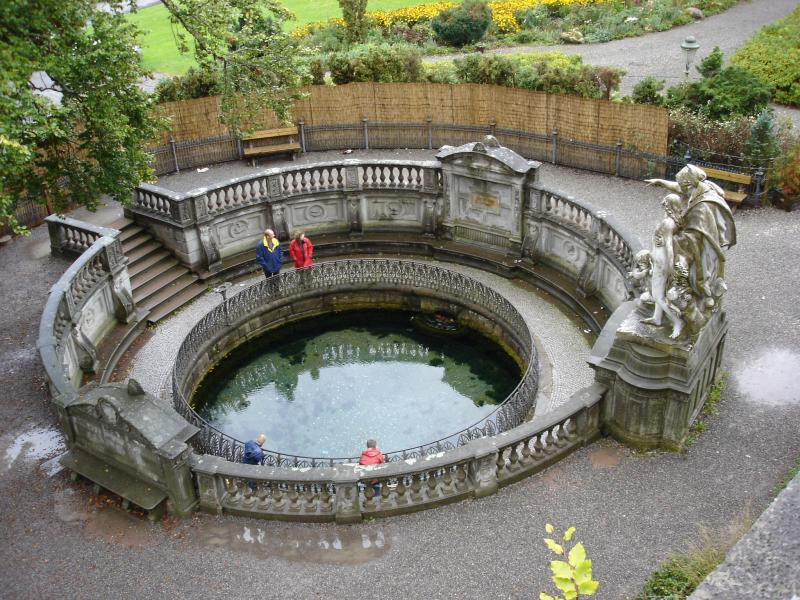
Donauquelle in Donaueschingen, Quellfassung von Adolf Weinbrenner

- 1868–1869: Villa Baader in Konstanz
- 1875: bauliche Fassung der Donauquelle in Donaueschingen
- 1876: Fürstenbergischer Reitstall in Donaueschingen
- ab 1878: Wiederherstellung der Kapelle St. Felix und des Festsaals von Schloss Heiligenberg
- 1881–1883: Kirche St. Maria Unsere Liebe Frau vom Berge Karmel in Bräunlingen
- 1883: Fassadenumgestaltung am Wohnhaus Schlossplatz 17 in Karlsruhe
- 1885 Entwurf einer Kuppelkirche am Durlacher Tor in Karlsruhe (1885)
- 1887–1890: Ludwig-Wilhelm-Krankenheim in Karlsruhe
- 1890: Entwurf für den Umbau des Konzilgebäudes in Konstanz
- 1893–1894: Gebäude der Landesversicherungsanstalt Baden in Karlsruhe
- 1897: Wettbewerbsentwurf für das Kurhaus Wiesbaden

### Schriften
- Die Fürstlich Fürstenbergische Schloßkapelle zu Heiligenberg und deren Wiederherstellung 1589–1882. Konstanz 1882.
- Die Fugger'sche Grabkapelle bei St. Anna in Augsburg. (Architektonische Aufnahme von Bauschülern der Großherzoglich Technischen Hochschule in Karlsruhe). Akademischer Architekten-Verein, Karlsruhe 1884.
- Die Geburtsstätte der Renaissance in Deutschland. In: Festgabe zum Jubiläum der 40jährigen Regierung des Grossherzogs Friedrich von Baden, dargebracht von der TH in Karlsruhe. Braun’sche Hofbuchdruckerei, Karlsruhe 1892, S. 75–82.